# Saumur
Saumur é uma comuna francesa na região administrativa da País do Loire, no departamento de Maine-et-Loire (subprefeitura). Estende-se por uma área de 66,35 km². Em 2010 a comuna tinha 27 584 habitantes (densidade: 415,7 hab./km²).

## História
Antes da Revolução Francesa, Saumur foi a capital do Sénéchaussée de Saumur, que existiu até 1793.
Durante diversas batalhas na França na Segunda Guerra Mundial, Saumur foi o local da Batalha de Saumur (1940), onde a cidade ao sul da margem do Loire foi defendida com exito pelas forças francesas.
Como símbolo de sua resistência e demonstração de patriotismo francês durante a guerra, no ano de 1945 a cidade de Saumur foi condecorado com a Croix de Guerre.

## Filhos ilustres
- Coco Chanel - famosa estilista, fundadora da empresa Chanel S.A